# Giovanni Spadolini
Giovanni Spadolini (n. 21 iunie 1925, Florența, Regatul Italiei – d. 4 august 1994, Roma, Italia) a fost un politician italian.